# Urgleptes
Urgleptes är ett släkte av skalbaggar. Urgleptes ingår i familjen långhorningar.

## Dottertaxa tillUrgleptes, i alfabetisk ordning[1]
- Urgleptes abstersus
- Urgleptes amoenulus
- Urgleptes amplicollis
- Urgleptes bicoloratus
- Urgleptes bimaculatus
- Urgleptes bivittatus
- Urgleptes borikensis
- Urgleptes bruchi
- Urgleptes callizonus
- Urgleptes cazieri
- Urgleptes celtis
- Urgleptes chamaeropsis
- Urgleptes charillus
- Urgleptes clarkei
- Urgleptes clerulus
- Urgleptes cobbeni
- Urgleptes debilis
- Urgleptes decens
- Urgleptes delicatus
- Urgleptes deliciolus
- Urgleptes dorcadioides
- Urgleptes dorotheae
- Urgleptes duffyi
- Urgleptes euprepes
- Urgleptes facetus
- Urgleptes fasciatus
- Urgleptes foveatocollis
- Urgleptes franciscanus
- Urgleptes freudei
- Urgleptes gahani
- Urgleptes guadeloupensis
- Urgleptes haitiensis
- Urgleptes histrionella
- Urgleptes humilis
- Urgleptes hummelincki
- Urgleptes inops
- Urgleptes jamaicensis
- Urgleptes kuscheli
- Urgleptes laticollis
- Urgleptes laxicollis
- Urgleptes leopaulini
- Urgleptes literatus
- Urgleptes litoralis
- Urgleptes maculatus
- Urgleptes mancus
- Urgleptes melzeri
- Urgleptes minutissimus
- Urgleptes miser
- Urgleptes mixtus
- Urgleptes multinotatus
- Urgleptes mundulus
- Urgleptes musculus
- Urgleptes nanus
- Urgleptes nigridorsis
- Urgleptes obscurellus
- Urgleptes ornatissimus
- Urgleptes ovalis
- Urgleptes ozophagus
- Urgleptes pallidulus
- Urgleptes pareuprepes
- Urgleptes physoderus
- Urgleptes pluristrigosus
- Urgleptes prolixus
- Urgleptes puertoricensis
- Urgleptes puerulus
- Urgleptes pusillus
- Urgleptes querci
- Urgleptes recki
- Urgleptes ruficollis
- Urgleptes sandersoni
- Urgleptes signatus
- Urgleptes sinuosus
- Urgleptes sordidus
- Urgleptes spinifer
- Urgleptes trilineatus
- Urgleptes trivittatus
- Urgleptes tumidicollis
- Urgleptes unilineatus
- Urgleptes vauriearum
- Urgleptes villiersi
- Urgleptes xantho